# Thơ thơ
Thơ thơ là tên một tập thơ được xuất bản năm 1938, là tập thơ đầu tay của Xuân Diệu, cùng với Gửi hương cho gió, cho đến nay vẫn là hai tác phẩm nổi bật nhất của Xuân Diệu.

## Tác phẩm
Tập Thơ thơ gồm 46 bài:
| - Cảm xúc - Dại khờ - Nụ cười xuân - "Vì sao" - Nguyên đán - Trăng - Huyền diệu - Gặp gỡ (I) - Yêu - Xa cách - Phải nói - Tình trai - Nhị hồ - Đi thuyền | - Thời gian - Đây mùa thu tới - Ý thu 32. - Hẹn hò - Chàng sầu - Lạc quan - Bài thơ tuổi nhỏ - Giới thiệu - Cặp hài vạn dặm - Tiếng không lời (Mây lưng chừng hàng) - Muộn màng - Ca tụng - Chiếc lá | - Gửi trời - Mười chữ - Bên ấy bên này - Tiếng gió - Hoa nở để mà tàn - Mùa thi - Vô biên - Biệt ly êm ái - Với bàn tay ấy - Núi xa - Dối trá - Tương tư chiều - Viễn khách |  |